# Меморіальний музей Станіслава Людкевича
Меморіа́льний музе́й-сади́ба Стані́слава Лю́дкевича — освітньо-культурний заклад у м. Львові, який є відділом музично-меморіального музею Соломії Крушельницької у м. Львові. Відкритий у 1995 році в приміщенні вілли Станіслава Людкевича за ініціативи Зеновії Костянтинівни Штундер, дружини композитора.

## Історія та сьогодення музею
Власний будинок (вілла) Станіслава Людкевича був споруджений протягом 1954—1961 років на вул. Військовій, 7 (нинішня вул. Людкевича), за типовим проєктом 1950-х років. Станіслав Людкевич заповів усе своє майно та архів своїй дружині Зеновії Штундер, яка успадкувала будинок у 1983 році, тобто за чотири роки після смерті чоловіка. З метою збереження спадщини композитора Зеновія Костянтинівна подарувала частину будинку музично-меморіальному музею Соломії Крушельницької.  
Згідно рішення виконавчого комітету Львівської обласної Ради народних депутатів № 450 від 28 жовтня 1987 року будинок Станіслава Людкевича взято під охорону держави. У 1991 році, згідно додатку до рішення виконкому Львівської міської Ради № 236 від 21 липня 1988 року на фасаді будинку встановлено художньо-меморіальну таблицю з горельєфом композитора (автори — скульптори Володимир та Василь Одрехівські), котра інформує, що у цьому будинку у 1961—1979 роках мешкав видатний український композитор Станіслав Людкевич
У вересні 1995 році пані Штундер оформила «Договір на дарування житлового будинку». Музей Соломії Крушельницької. На той час на другому поверсі вілли було розміщено архів композитора, його рукописна спадщина, бібліотека та фортепіано, Зеновія Штундер залишалася у власному будинку на першому поверсі у якості господині та старшого наукового співробітника новоствореного музею.
Після смерті Зеновії Штундер у 2016 році будинок функціонує виключно, як музей. Окрім цього територія музею використовується для проведення концертів класичної музики та наукових лекцій.

## Світлини

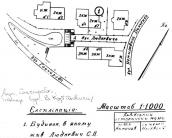
Генеральний план

## Експозиція музею
В основу експозиції музею лягли унікальні матеріали архіву С. Людкевича, що налічує близько 10 тисяч експонатів: рукописи, друковані видання, світлини, листування, предмети образотворчого мистецтва, велика бібліотека композитора. У двох експозиційних кімнатах збережені інтер’єри кабінету композитора та спальні, третя — своєрідний виставковий зал, в якому демонструються видання музичних творів, музикознавчих праць, рукописи.
Меморіальний музей Станіслава Людкевича приймає відвідувачів щодня з 10.00 до 17.00, окрім понеділка.

## Колектив музею
- Назарук Людмила Андріївна — завідувач музею.
- Зубеляк Мар’яна Мирославівна — провідний зберігач фондів.
- Горак Яким Романович — старший науковий співробітник.
- Кузій-Андрущак Марта Андріївна — старший науковий співробітник.